# Coupe du monde de netball
La Coupe du monde de netball (appelée championnat du monde de netball jusqu'en 2011) est une compétition internationale de netball qui se déroule tous les quatre ans. Créée en 1963, elle est ouverte à toutes les fédérations reconnues par la Fédération internationale de netball. La première édition se déroule en 1963 en Angleterre. Elle est remportée par l'Australie.
Seules trois nations figurent au palmarès du Championnat du monde. L'Australie gagne en 1963, 1971, 1975, 1979, 1983, 1991, 1995, 1999, 2007, 2011, 2015, 2023  et compte douze titres. La Nouvelle-Zélande est sacrée en 1967, 1979, 1987, 2003, 2019 tandis que Trinité-et-Tobago est champion en 1979.
Le pays organisateur du Championnat du monde est désigné par la Fédération internationale de netball. 

## Palmarès

### Par édition
| Année | Or                                                          | Argent            | Bronze            | Lieu                             |
| ----- | ----------------------------------------------------------- | ----------------- | ----------------- | -------------------------------- |
| 1963  | Australie                                                   | Nouvelle-Zélande  | Angleterre        | Eastbourne, Angleterre           |
| 1967  | Nouvelle-Zélande                                            | Australie         | Afrique du Sud    | Perth, Australie                 |
| 1971  | Australie                                                   | Nouvelle-Zélande  | Angleterre        | Kingston, Jamaïque               |
| 1975  | Australie                                                   | Angleterre        | Nouvelle-Zélande  | Auckland, Nouvelle-Zélande       |
| 1979  | 1er ex aequo : Australie Nouvelle-Zélande Trinité-et-Tobago |                   |                   | Port of Spain, Trinité-et-Tobago |
| 1983  | Australie                                                   | Nouvelle-Zélande  | Trinité-et-Tobago | Singapour                        |
| 1987  | Nouvelle-Zélande                                            | Trinité-et-Tobago | Australie         | Glasgow, Écosse                  |
| 1991  | Australie                                                   | Nouvelle-Zélande  | Jamaïque          | Sydney, Australie                |
| 1995  | Australie                                                   | Nouvelle-Zélande  | Afrique du Sud    | Birmingham, Angleterre           |
| 1999  | Australie                                                   | Nouvelle-Zélande  | Angleterre        | Christchurch, Nouvelle-Zélande   |
| 2003  | Nouvelle-Zélande                                            | Australie         | Jamaïque          | Kingston, Jamaïque               |
| 2007  | Australie                                                   | Nouvelle-Zélande  | Jamaïque          | Auckland, Nouvelle-Zélande       |
| 2011  | Australie                                                   | Nouvelle-Zélande  | Angleterre        | Singapour                        |
| 2015  | Australie                                                   | Nouvelle-Zélande  | Angleterre        | Sydney, Australie                |
| 2019  | Nouvelle-Zélande                                            | Australie         | Angleterre        | Liverpool, Angleterre            |
| 2023  | Australie                                                   | Angleterre        | Jamaïque          | Le Cap, Afrique du Sud           |